# Protocolo n.º 1 a la Convención Europea de Derechos Humanos
El Protocolo Adicional al Convenio para la Protección de los Derechos Humanos y de las Libertades Fundamentales, también conocido como Protocolo n.º 1 a la Convención Europea de Derechos Humanos, es un protocolo adicional a la citada Convención o Convenio, elaborado en el ámbito del Consejo de Europa y abierto a la firma de todos los Estados miembros del Consejo que hayan ratificado la Convención. Su finalidad es incorporar nuevos derechos humanos a los proclamados por la Convención. Fue aprobado el 20 de marzo de 1952 y entró en vigor en 1954, tras su ratificación por los primeros diez Estados. Por ser el primero de los protocolos creados para ampliar o modificar la Convención, su nombre oficial no incluye el número 1 con el que ahora es conocido para diferenciarlo de los siguientes. Fue parcialmente modificado por la entrada en vigor del Protocolo n.º 11 a la Convención Europea de Derechos Humanos.

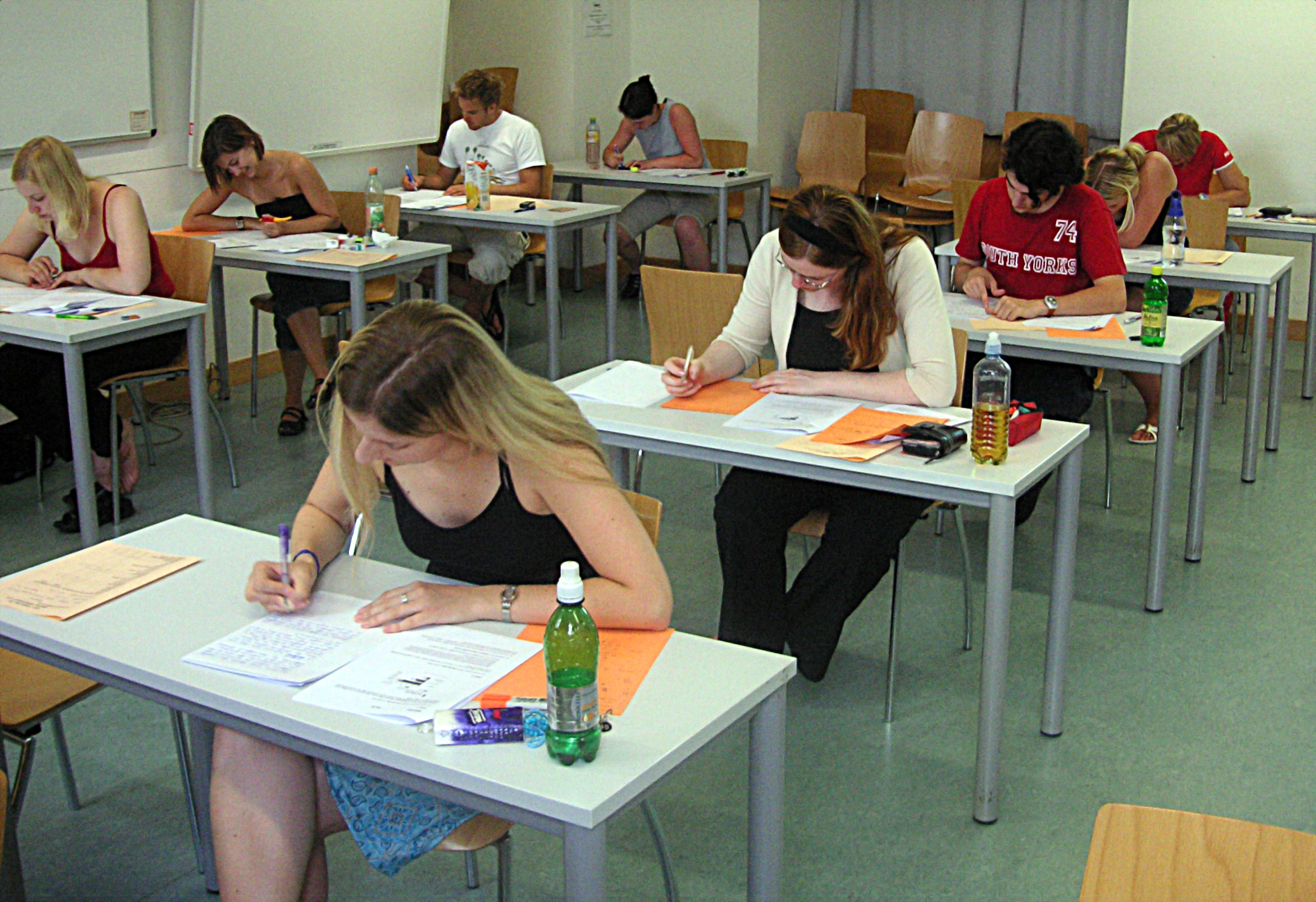
El derecho a la educación es uno de los reconocidos por el Protocolo

## Propósito
El Protocolo n.º 1 es uno de los denominados protocolos adicionales, cuya finalidad es añadir más derechos al listado de los inicialmente proclamados por el Convenio. Por tal motivo, los Estados que han ratificado el Convenio son libres de firmarlo o no. Por esa misma razón, no es necesario que todos los Estados parte en el Convenio ratifiquen el protocolo para que éste entre en vigor. Ello proporciona flexibilidad a los Estados aunque a costa de generar diferencias entre ellos.
El Protocolo n.º 1 fue aprobado cuando el Convenio había sido ya aprobado pero todavía no había llegado a entrar en vigor, lo que muestra el temprano interés que el Consejo de Europa tuvo por desarrollar aquel.

## Listado de derechos
El Protocolo incorpora una breve lista de tres nuevos derechos a la que recogía la Convención:

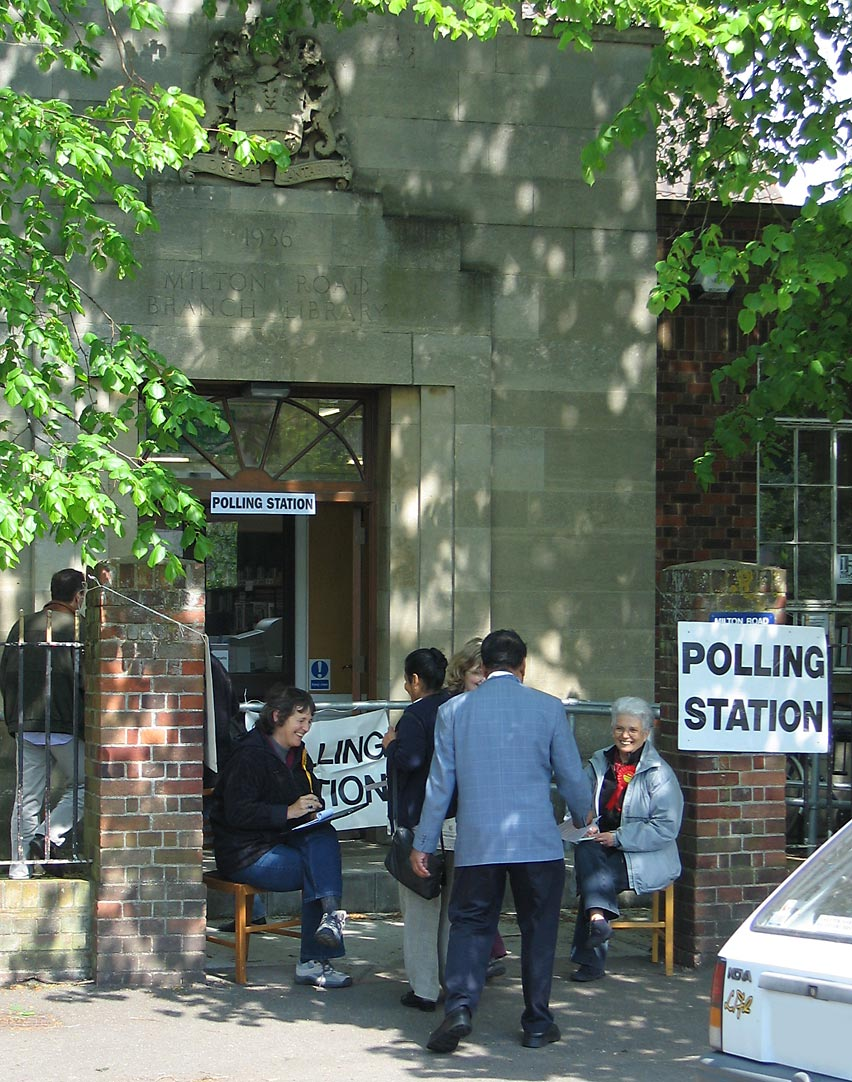
Centro electoral en Cambridge, Reino Unido. El Protocolo n.º 1 proclama el derecho a que se celebren periódicamente elecciones libres.

### Propiedad
Artículo 1. Protección de la propiedad. Establece que nadie (persona física o moral) podrá ser privado de su propiedad salvo por causa de utilidad pública y en las condiciones previstas por la ley y por los principios generales del Derecho Internacional. Salvaguarda el derecho de los Estados a legislar para regular el uso de los bienes conforme al interés general y para garantizar el pago de tributos o multas.

### Educación
Artículo 2. Derecho a la instrucción. Establece que a nadie se le puede negar el derecho a la educación y que el estado deberá respetar el derecho de los padres a que la enseñanza que reciben sus hijos se imparta conforme a sus convicciones filosóficas y religiosas.

### Elecciones libres
Artículo 3. Derecho a elecciones libres. Los estados se comprometen a celebrar periódicamente elecciones libres garantizando que el pueblo exprese su opinión en la elección del poder legislativo. Es significativo que el artículo no reconoce expresamente el derecho de sufragio si bien, como en otras muchas materias, la jurisprudencia del Tribunal Europeo de Derechos Humanos ha dado contenido al derecho.

## Protección
Los nuevos derechos gozan de la misma protección que la Convención otorga a los originalmente incluidos en ella, pudiendo las personas físicas, las organizaciones no gubernamentales y los grupos de particulares interponer demandas ante el Tribunal Europeo de Derechos Humanos si consideran violados sus derechos. No obstante, no todos los estados parte en la Convención han ratificado el Protocolo. España firmó el Protocolo el 23 de febrero de 1978, pero no lo ratificó hasta el 27 de noviembre de 1990. Tras su ratificación por Andorra en 2008, 45 de los 47 Estados miembros del Consejo de Europa habían ratificado el Protocolo.